# Axel Björnström
Axel Björnström (* 10. September 1995 in Danderyd) ist ein schwedischer Fußballspieler.

## Karriere
Björnström begann seine Karriere beim Vasalunds IF. Zur Saison 2015 rückte er in den Kader der ersten Mannschaft des Drittligisten. In seiner ersten Saison kam er zu 14 Einsätzen in der Division 1. In der Saison 2016 absolvierte er 22 Partien und erzielte dabei acht Tore. In der Spielzeit 2017 kam er zu 25 Drittligaeinsätzen.
Zur Saison 2018 wechselte Björnström zum Erstligisten IK Sirius. Sein Debüt in der Allsvenskan gab er anschließend im April 2018. In seiner Premierensaison im Oberhaus kam der Außenverteidiger zu 15 Einsätzen. In der Saison 2019 absolvierte er 25 Spiele, in der Saison 2020 kam er in allen 30 Saisonspielen zum Einsatz. Nach weiteren neun Einsätzen zu Beginn der Saison 2021 wechselte er im Juli 2021 nach Russland zu Arsenal Tula. Für Tula kam er insgesamt achtmal in der Premjer-Liga zum Einsatz.
Nach einem halben Jahr im Ausland kehrte Björnström im März 2022 wieder nach Schweden zurück und wechselte zum AIK Solna. In der Saison 2022 absolvierte er für Solna 26 Spiele in der Allsvenskan.